# Jean Nadeaud
Jean Nadeaud ( 1834 - 1898 ) fue un médico cirujano naval, botánico, briólogo, y pteridólogo francés, que realizó extensas expediciones botánicas a Tahití, Polinesia Francesa, isla de Pascua, territorio continental de Chile.

## Algunas publicaciones

### Libros
- 1873. Enumération des plantes indigènes de l'île de Tahiti recueillies et classées. Ed. F. Savy. 86 pp. Tesis presentada y públicamente defendida en la Facultad de Medicina de Montpellier, el 1 de julio de 1864 por Jean Nadeaud, cirujano de la Armada para obtener el grado de Doctor en Medicina.[1]
- 1864. Plantes usuelles des tahitiens. Ed. J. Martel Ainé. 52 pp.[2]

## Honores

### Epónimos
- (Asteliaceae) Astelia nadeaudii Drake & F.Br.[3]
- (Euphorbiaceae) Glochidion nadeaudii J.Florence[4]
- (Gesneriaceae) Cyrtandra nadeaudii C.B.Clarke[5]
- (Myrsinaceae) Rapanea nadeaudii Mez[6]
- (Pteridaceae) Pteris nadeaudii Drake[7]
- (Rutaceae) Euodia nadeaudii Drake[8]
- (Sapotaceae) Sideroxylon nadeaudii (Drake) Smedmark & Anderb.[9]
- (Urticaceae) Pipturus nadeaudii Skottsb.[10]

- La abreviatura «Nadeaud» se emplea para indicar a Jean Nadeaud como autoridad en la descripción y clasificación científica de los vegetales.[11]